# 大和資雄
大和 資雄（やまと やすお、1898年3月25日 - 1990年1月12日）は、日本の英文学者、翻訳家。日本大学、武蔵野女子大学名誉教授。

## 略歴
山形県出身。1921年東京高等師範学校卒、香川県師範学校教諭、1925年東京帝国大学英文科卒業、高野山大学教授。1927年日本大学予科教授、1931年日本大学法文学部教授、1958年日本大学文理学部教授、1968年定年、同年勲三等瑞宝章受章、1944年日大名誉教授。1970年武蔵野女子大学教授、1978年まで務め、退任後名誉教授。
イギリス文学を専門とし、『嵐が丘』の翻訳がよく読まれた。ほか著書多数（「大和資雄先生の略歴」『英文学論叢』1990）。

## 著書
- 『文学概論』（三共出版社） 1926
- 『教育的文学理論』（啓文社書店） 1934
- 『かたばみと環境 随筆』（啓文社） 1936
- 『クラッブ』（研究社出版、研究社英米文学評伝叢書） 1934
- 『写実主義と審美主義』（研究社、研究社英米文学語学講座） 1940
- 『文学の交流』（鮎書房） 1943
- 『英文学史』（野村書店、不死鳥文庫） 1946
- 『英米文学名作概観』（旺文社） 1948
- 『時事英語』（山海堂） 1948
- 『英詩と社会思潮 英文学史的概観』（野村書店、不死鳥文庫） 1948
- 『英文学の鑑賞』（研究社出版） 1949
- 『英米文学史』（角川文庫） 1951
- 『英文学の歴史』（河出書房、市民文庫） 1951
- 『英文学に於ける浪漫主義』（研究社出版、研究社新英米文学語学講座） 1951
- 『スコット』（研究社出版、新英米文学評伝叢書） 1955
- 『学生のための英国史 英和対訳』（旺文社） 1955
- 『英詩のすがた 詩法と鑑賞』（南雲堂、不死鳥選書） 1956
- 『英文学におけるリアリズム』（研究社） 1956
- 『教員随筆』（大阪教育図書） 1967
- 『キッシンジャー氏とブラント氏 随筆集』（八潮出版社） 1974
- 『同行二人』（大和輝子共著、八潮出版社） 1996.1

## 翻訳
- 『美術と文芸との暗示によるフランスの修身教授』（ミラトン, ファーゲ共著、モナス） 1924
- 『嵐が丘』（エミリ・ブロンテ、春陽堂） 1932、のち角川文庫
- 『少女』（アーノルド・ベネット、玄文社） 1943
- 『アメリカの詩』（東西出版社、英語文庫） 1946
- 『アメリカ詩選』（新月社、英米名著叢書） 1947
- 『エンディミオン』（ジョン・キーツ、岩波文庫） 1949
- 『コウルリヂ詩選』（斎藤勇共訳、岩波文庫） 1955